# Битка за Пофалиће
Пофалићка битка била је пресудна битка за Сарајево. Дана 16. маја 1992. сукобиле су се снаге Армије Републике Босне и Херцеговине и припадници бивше ЈНА заједно с паравојним јединицама Војске Републике Српске у сарајевском насељу Пофалићи. План Војске Републике Српске био је пресецање града Сарајева преко линије Жуч, Пофалићи, Вогошћа и спајање с тадашњом Касарном Маршал Тито и Грбавицом.

## Контекст
Дана 16. маја 1992. у главном граду Босне и Херцеговине одиграла се битка код Пофалића, кодног назива „Гром“, била је то одлучујућа битка за Сарајево. План ВРС је био да преко Новог Сарајева пресеку Сарајево, повезујући линију Жуч - Пофалићи са касарном Маршал Тито, где су још увек били остаци бивше ЈНА, и са окупираном Грбавицом која је удаљена 500 метара од касарне. У рану зору 16. маја, сат времена пре него што су српске снаге кренуле у акцију, Армија Републике Босне и Херцеговине је била спремна, ступила у акцију и спречила покушај који би свакако одредио ток рата у другом правцу.

## Ток битке
Два одреда Пофалићи и Велешићи Армије Р БиХ, у сарадњи са деловима Првог сарајевског одреда, групом бораца из Бућа Потока, специјалне јединице МУП-а Републике Босне и Херцеговине, јединица Војне полиције и мање групе бораца из других делова Сарајева су учествовали у овој бици. Бућа поточки одред је имао задатак да спречи повлачење српских снага преко Обада. Борцима Армије БиХ супротставили су се Пофалићка бригада ВРС, која је бројала око 1.700 припадника, паравојна формација "Бели Орлови" са 380 припадника, око 100 српских полицајаца и група паравојне формације "Вукодлаци".
Након доброг старта на главном правцу напада, у којем су добро опремљене ударне групе противтенковским оружјем елиминисале бункере и утврђене положаје српских снага на потезу од резервоара и игралишта према брду Хум и омогућиле напредовање Велешићког одреда у том правцу, а напредовање Пофалићког одреда на правцу напада II, око 11 сати дошло је до извесне паузе у борби.
Противтенковске ударне групе на правцима одреда Велешићи и Пофалићи II су се повукле из борбе, а напад Пофалићког одреда I заустављен је митраљеском ватром из јаког српског упоришта код пекаре Цвијетић. Генерал ЈНА Барош није имао храбрости да изведе јединицу из касарне Маршал Тито и тако сигурно одлучи битку. Након тога, у борбу је уведена ударна група Специјалне јединице Јуке Празине којом је командовао Самир Пезо.
Одред Пофалићи I коначно је уништио непријатељско утврђење и извршио пробој код пекаре Цвијетић. На главној линији, Велешићки одред је наставио напредовање, док је одред Пофалићи II наставио напредовање у правцу напада према „Плавом дућану“. Убрзо су се командири вода састали на локалитету Чангаловића чесме, а дејства су настављена према Орловачкој улици и положају опкољене 3. чете Пофалићког I одреда. На тим положајима напад је заустављен.
Под окриљем мрака, преостале српске снаге, заједно са већином становништва из дела насеља који су контролисали, напустили су Пофалиће преко Жуча, а неки од њих су скинули униформе и успели побећи преко Долац Малте на Враца. Током ноћи било је великих проблема у одржавању снага на достигнутим линијама и организовању нове линије одбране. Ослобођене положаје је чувао мањи број бораца Пофалића. Да су то знали, војници Лазе Бојанића су током ноћи лако могли повратити изгубљене положаје у контраофанзиви. Битка за Пофалиће је добијена. Њена важност је била велика. Иако по свим елементима представља борбени учинак тактичког нивоа, у односу на укупни положај одбране Сарајева, у одређеном смислу имала је и оперативно-тактички значај. Са психолошке тачке гледишта, од велике је важности чињеница да је јасном победом ослобођена значајна територија коју су муслиманске снаге успели задржати под својом контролом, што је био први успех те врсте на сарајевском ратишту од почетка рата.